# Pramila Rijal
Pramila Rijal (* 1. Mai 1985 in Chisapani) ist eine nepalesische Leichtathletin.
Pramila Rijal startet in Nepal für die Sportgruppe der „Armed Police Force“. Bei den nationalen Meisterschaften 2012 von Nepal gewann die 1,55 Meter große und 54 Kilogramm leichte Athletin die Goldmedaille in den Disziplinen 100 m, 200 m, 400 m und der 4-mal-100-Meter-Staffel.
Bei den Olympischen Sommerspielen 2012 startete sie im 100-Meter-Lauf. Auf Grund von Rückenproblemen konnte sie an ihre Bestleistung von 12,06 Sekunden nicht anknüpfen und kam mit 13,33 Sekunden auf den 25. Platz in den Vorläufen.